# Juan Thornhill
Juan Thornhill (Altavista, Virginia, 19 de octubre de 1995) es un jugador profesional estadounidense de fútbol americano que se desempeña en la posición de safety en Pittsburgh Steelers, equipo de la National Football League (NFL).

## Carrera
Fue seleccionado en la segunda ronda en la Reunión Anual de Selección de Jugadores de la NFL de 2019. Hizo su debut profesional con el equipo Kansas City Chiefs, en el cual jugó cuatro temporadas (2019-2023), luego pasó a Cleveland Browns, donde lleva jugando una temporada.